# 10 juni
10 juni is de 161ste dag van het jaar (162ste dag in een schrikkeljaar) in de gregoriaanse kalender. Hierna volgen nog 204 dagen tot het einde van het jaar.

## Gebeurtenissen
- Algemeen
  - 1190 - Tijdens de Derde Kruistocht verdrinkt Frederik Barbarossa, als hij in Zuid-Turkije het riviertje de Selef wil doorwaden.
  - 1610 - De eerste Nederlandse kolonisten vestigen zich op het eiland Manhattan.
- Criminaliteit en veiligheid
  - 1990 - Op een begraafplaats in Oost-Jeruzalem schenden vandalen een zeventigtal joodse graven.
  - 2025 - Bij een schietpartij op een middelbare school in het Oostenrijkse Graz vallen elf doden inclusief de 22-jarige schutter.
- Gezondheid
  - 1935 - Alcoholics Anonymous wordt opgericht in Akron, Ohio.
- Infrastructuur
  - 1947 - Saab produceert zijn eerste auto.
- Muziek
  - 1865 - Wereldpremière van de opera Tristan en Isolde van Richard Wagner in het Nationaltheater te München.
  - 1971 - Tijdens een concert van de Britse rockband Jethro Tull in het amfitheater Red Rocks in Colorado breken rellen uit. De politie uit Denver bedwelmt de band en het publiek met traangas.
- Oorlog
  - 1329 - In de slag bij Pelekanon wordt het Byzantijnse Rijk verslagen door het Ottomaanse Rijk.
  - 1619 - Slag bij Záblati in de Dertigjarige Oorlog.
  - 1861 - Slag bij Big Bethel tijdens de Amerikaanse Burgeroorlog. Het is een van de eerste veldslagen die resulteerde in een Zuidelijke overwinning.
  - 1916 - In Arabië breekt de Arabische opstand uit.
  - 1940 - Italië verklaart de oorlog aan Frankrijk en het Verenigd Koninkrijk.
  - 1940 - Noorwegen capituleert voor de Duitsers.
  - 1942 - Een groot deel van de bevolking van Lidice wordt in een wraakactie op bevel van Hitler uitgemoord. Het Tsjechische dorp wordt platgebulldozerd.
  - 1944 - In het Franse dorp Oradour-sur-Glane worden bijna alle inwoners (642) afgeslacht door het eerste regiment 'Der Führer' van de 2. SS-Panzer-Division Das Reich.
  - 1967 - Einde van de Zesdaagse Oorlog.
  - 1999 - De NAVO staakt bombardementen op Servië in de Kosovo-oorlog. Daarmee komt een einde aan "Allied Force", na 26.614 bommen en 500 Servische burgerdoden.
- Politiek
  - 1846 - Californië verklaart zich onafhankelijk van Mexico.
  - 1850 - Bijzetting van prins Maurits der Nederlanden in de grafkelder van de Nieuwe Kerk te Delft.
  - 1967 - Kroonprinses Margrethe II van Denemarken trouwt met Henri de Laborde de Monpezat.
  - 1975 - De Tweede Kamer kiest de F-16 als opvolger van de Starfighter.
  - 1990 - Burgerforum, de partij van president Václav Havel, krijgt de absolute meerderheid bij vrije verkiezingen in Tsjecho-Slowakije.
  - 1990 - In de tweede ronde van de Peruviaanse presidentsverkiezingen wint outsider Alberto Fujimori ten koste van schrijver Mario Vargas Llosa, winnaar van de eerste ronde.
  - 1998 - In België wordt ex-minister Alain Van der Biest veroordeeld tot 30 maanden celstraf.
  - 2001 - Leefbaar Nederland houdt haar eerste algemene ledenvergadering.
  - 2007 - Federale verkiezingen met de destijds langste regeringsvorming in België, maar in de schaduw gesteld door de federale verkiezingen van 2010.
  - 2011 - President Hugo Chávez van Venezuela wordt opgenomen in een ziekenhuis op Cuba.
- Religie
  - 1630 - Paus Urbanus VIII verleent de kardinalen bij decreet de titel Eminentie.
  - 1692 - in Salem wordt Bridget Bishop opgehangen, het eerste slachtoffer in een heksenjacht die uiteindelijk aan 14 vrouwen en 5 mannen het leven zal kosten.

- Sport

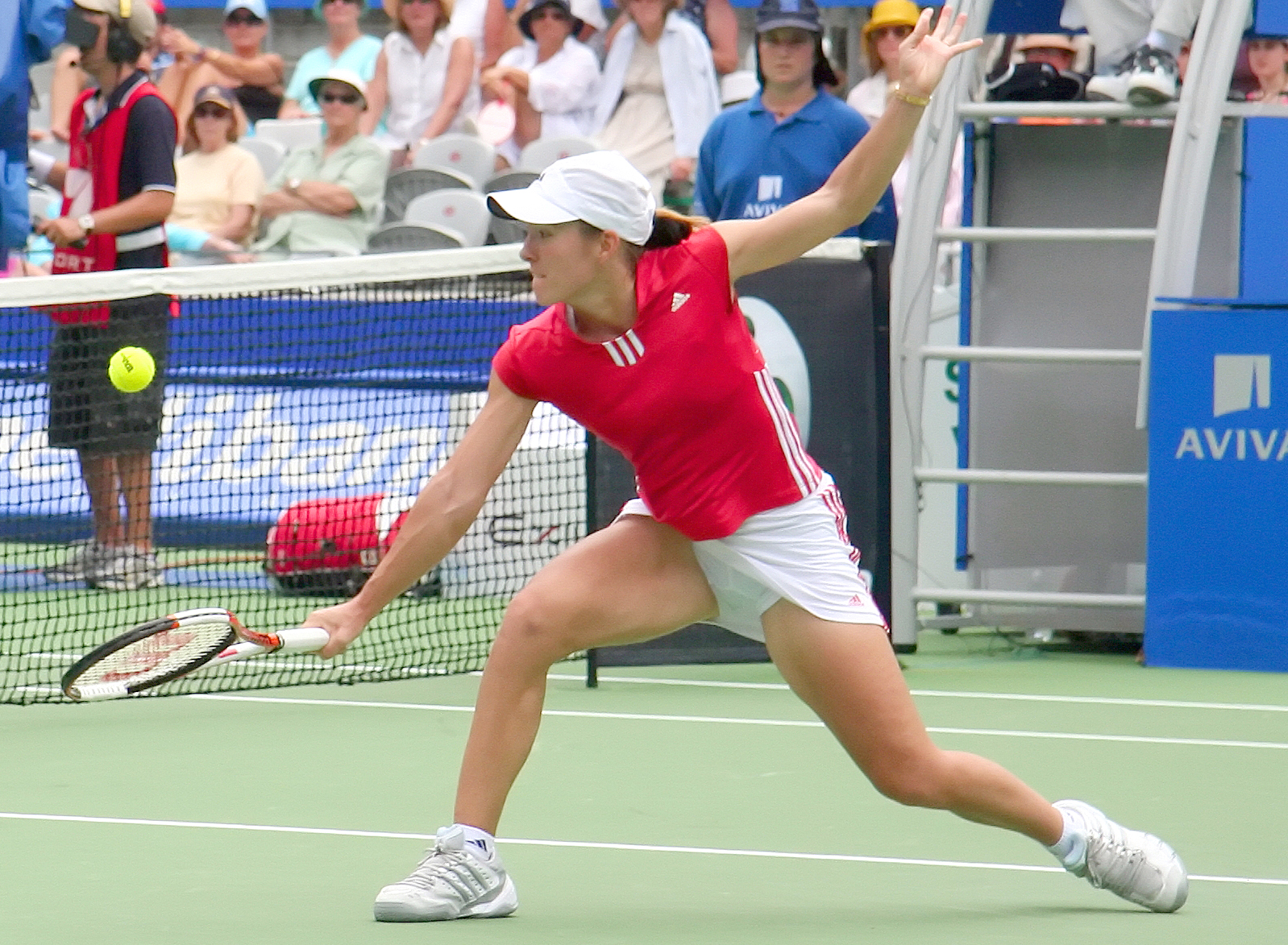
Justine Henin in 2006

  - 1829 - Eerste Boat Race tussen de universiteiten van Oxford en Cambridge.
  - 1910 - Oprichting van de Deense voetbalclub Fremad Amager.
  - 1922 - Oprichting van de Oostenrijkse voetbalclub SV Mattersburg.
  - 1968 - Gastland Italië wint het EK voetbal door Joegoslavië in de (replay van de) finale met 2-0 te verslaan.
  - 1979 - Telstar-voetballer Fred Bischot krijgt een mes naar zijn hoofd geslingerd in de nacompetitiewedstrijd tegen FC Groningen.
  - 1988 - De openingswedstrijd van het Europees kampioenschap voetbal 1988 wordt gespeeld.
  - 1998 - In de openingswedstrijd van het WK voetbal wint titelverdediger Brazilië met 2-1 van Schotland door een treffers van César Sampaio en Tom Boyd (eigen doelpunt).
  - 2001 - Het Frans voetbalelftal wint voor de eerste keer het toernooi om de Confederations Cup door in de finale Japan met 1-0 te verslaan.
  - 2006 - Justine Henin wint voor de derde keer Roland Garros.
  - 2007 - Rafael Nadal wint voor de derde keer op rij Roland Garros.
  - 2007 - Lewis Hamilton, die dit jaar voor het eerst in de Formule 1 uitkomt, wint de Grote Prijs van Canada. In dezelfde race vliegt Robert Kubica uit de bocht.
  - 2008 - Tom Boonen wordt betrapt op het gebruik van cocaïne bij een dopingcontrole buiten de competitie.
  - 2017 - Bij atletiekwedstrijden in Zweibrücken scherpt Menno Vloon het Nederlands record polsstokhoogspringen aan, van 5,81 tot 5,85 meter.
  - 2017 - Jeļena Ostapenko wint verrassend Roland Garros.
  - 2018 - Rafael Nadal wint voor de elfde keer Roland Garros.
  - 2023 - Manchester City en Inter Milaan spelen de finale van de UEFA Champions League 2022/23 in het Atatürk Olympisch Stadion te Istanboel. Manchester City wint de wedstrijd met 1-0 en daarmee voor het eerst in het bestaan van de club dit toernooi.[1]
  - 2023 - De Poolse tennisster Iga Świątek wint voor de derde keer in haar loopbaan het toernooi van Roland Garros door in de finale de Tsjechische Karolína Muchová in drie sets te verslaan.[2]
  - 2023 - In de finale van het toernooi van Roland Garros verslaat de Nederlandse rolstoeltennisster Diede de Groot in twee sets de Japanse Yui Kamiji en wint daarmee haar 18e grandslamtitel en voor de vierde keer dit toernooi.[3]
- Wetenschap en technologie
  - 671 - Keizer Tenji van Japan introduceert een clepsydra genaamd Rokoku. Het instrument dat tijd meet en uren aangeeft wordt in de hoofdstad Ōtsu geplaatst.
  - 1854 - De Duitse wiskundige Georg Friedrich Bernhard Riemann geeft een lezing over het meten van de kromming van (de) ruimte.[4]
  - 1943 - László Bíró vraagt octrooi aan op de balpen.
  - 1952 - In Alberta, Canada valt op 9 juni rond 23 uur plaatselijke tijd, het is dan al 10 juni in onze streken, de Abee meteoriet in een graanveld. De meteoriet heeft een zeldzame chemische samenstelling en blijkt een enstatiet chondriet te zijn.[5]
  - 2003 - De Mars Exploration Rover Spirit wordt gelanceerd.

## Geboren

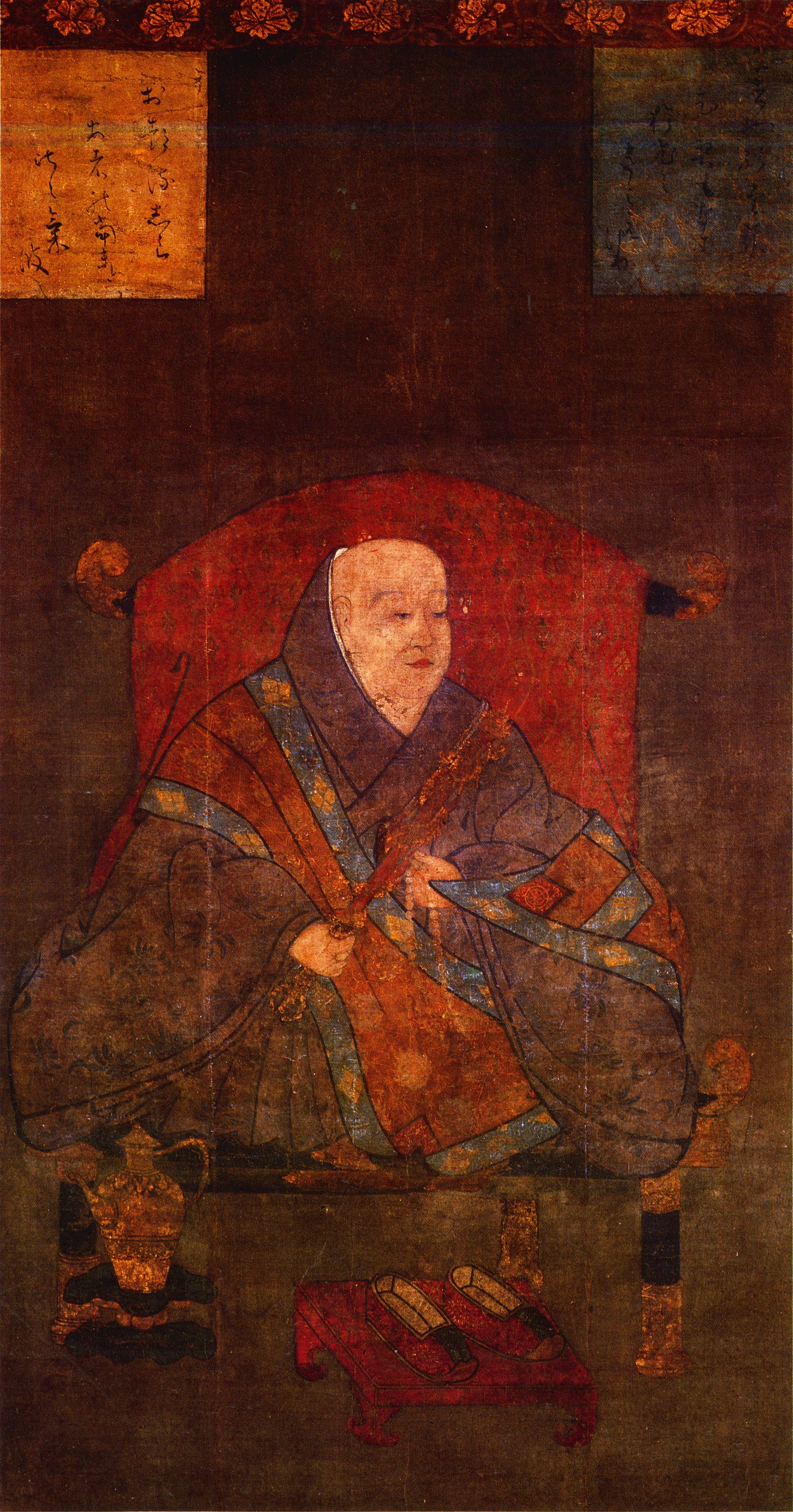
Uda
geboren in 867

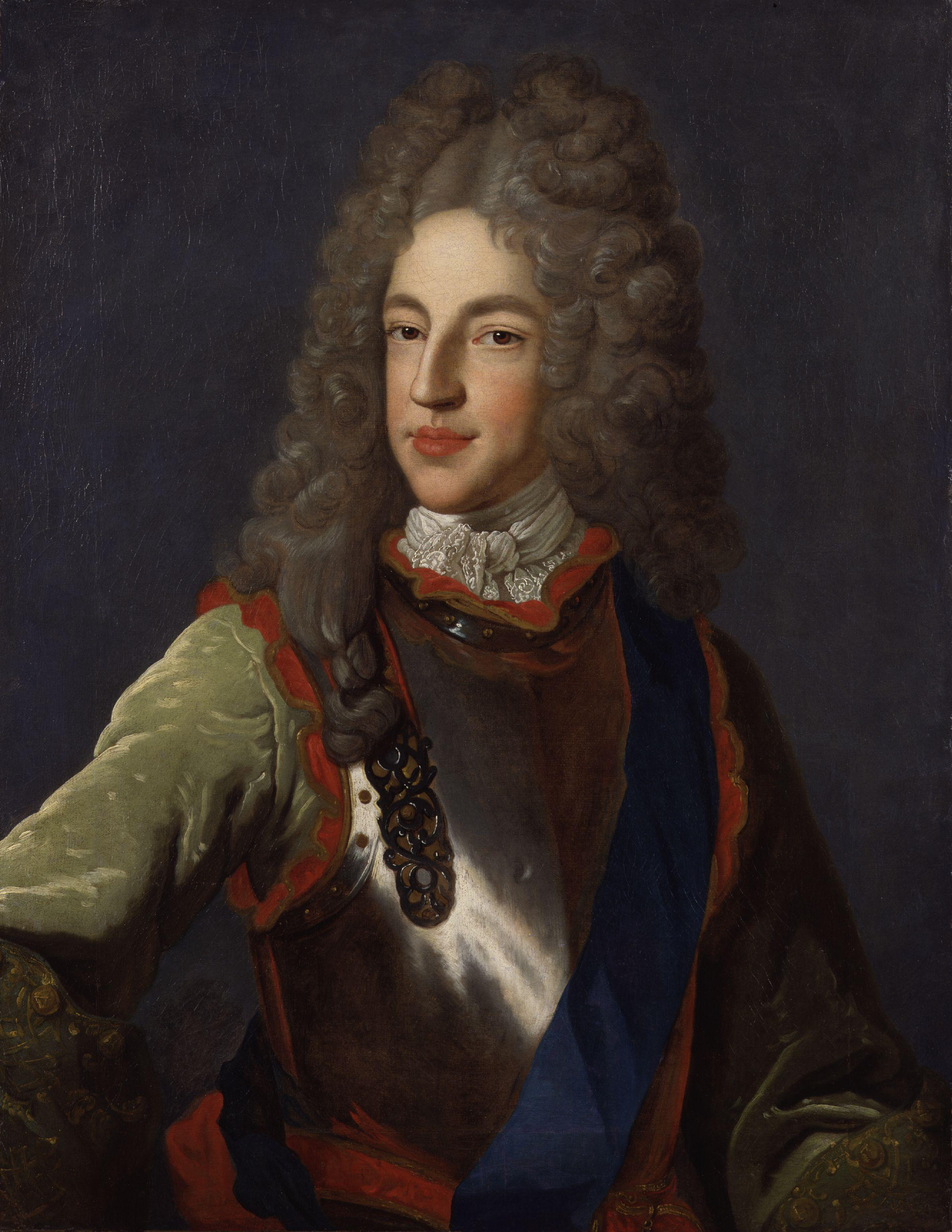
Jacobus Frans Eduard Stuart
geboren in 1688

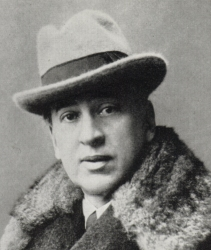
Louis Couperus
geboren in 1863

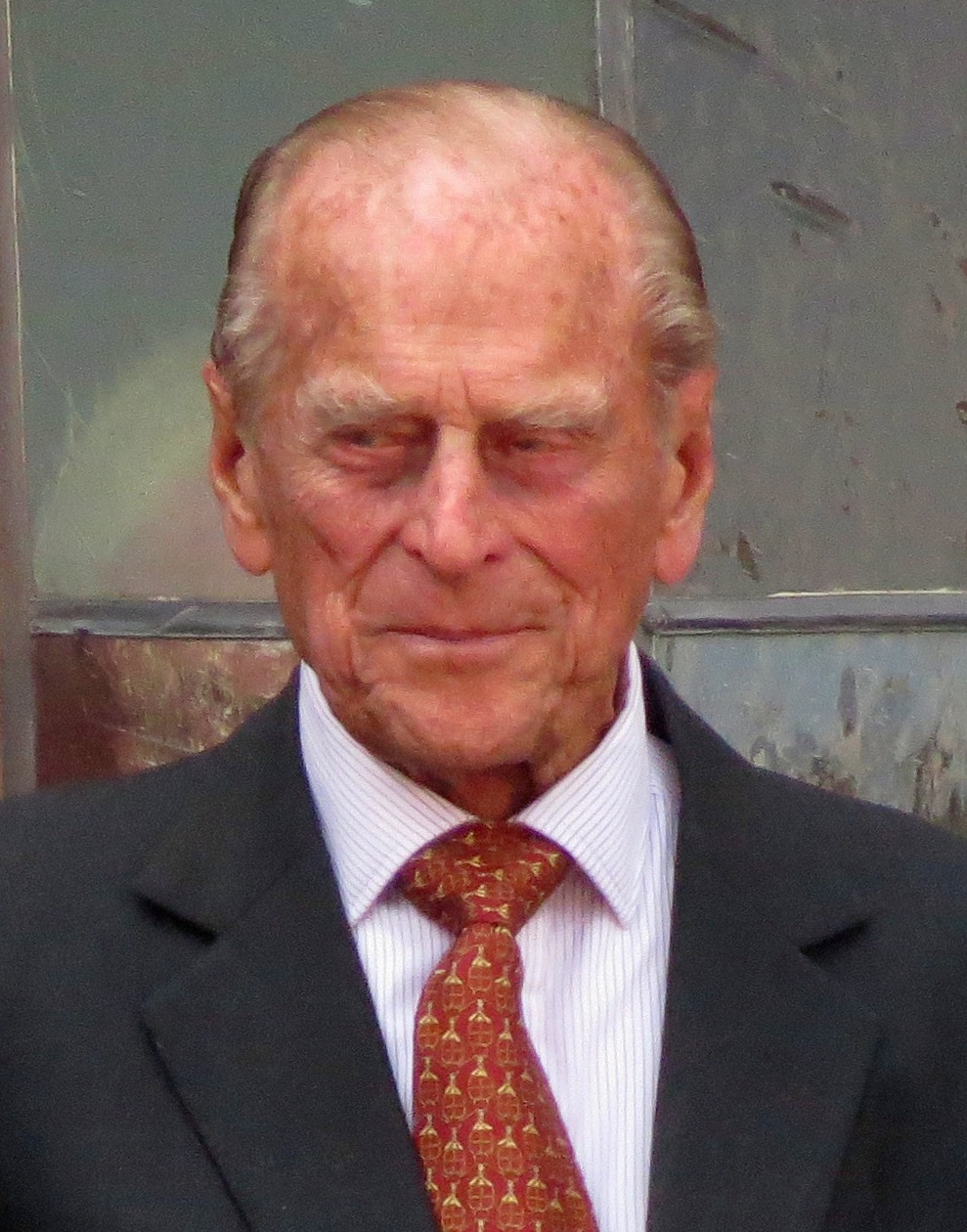
Philip Mountbatten
geboren in 1921

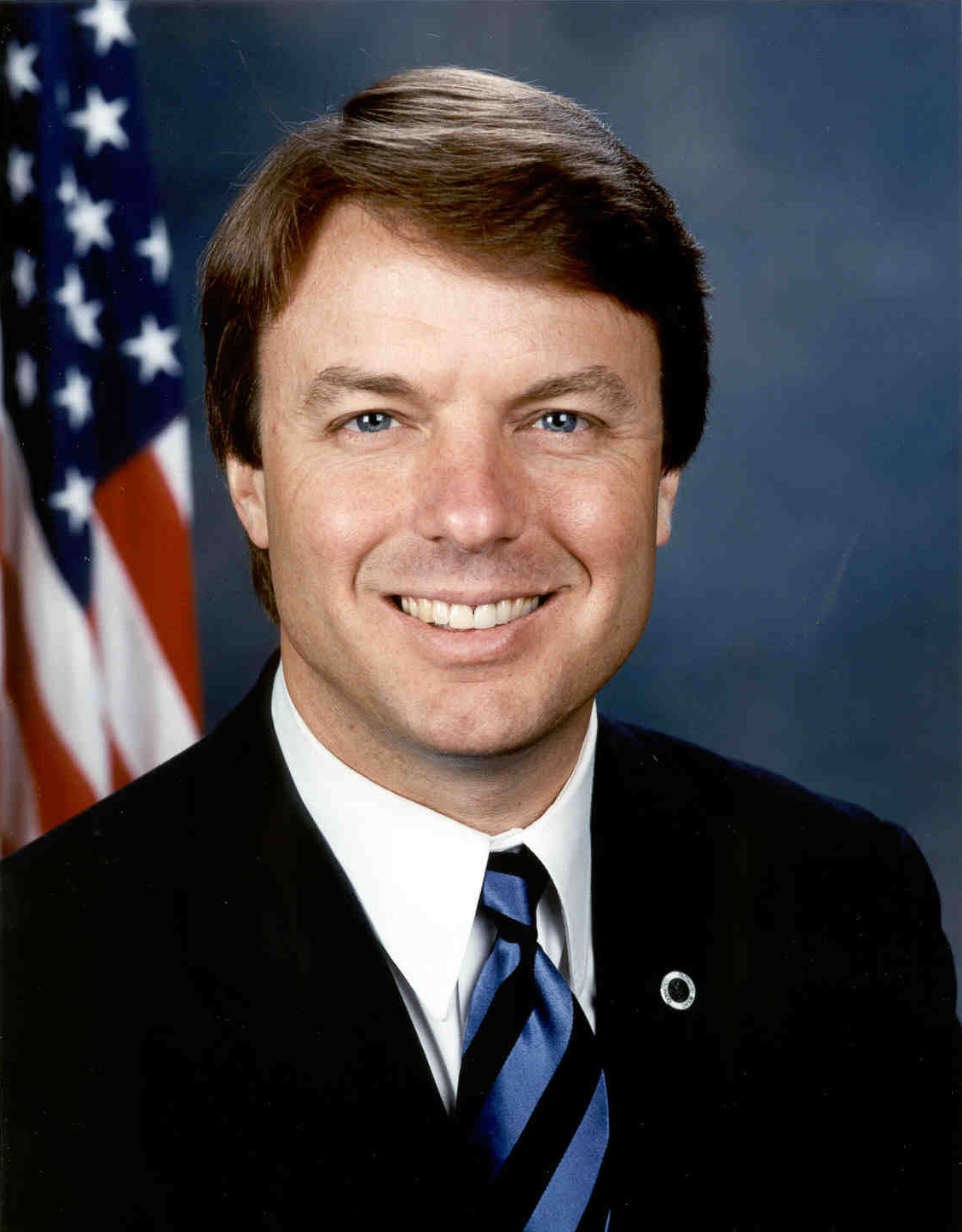
John Edwards
geboren in 1953

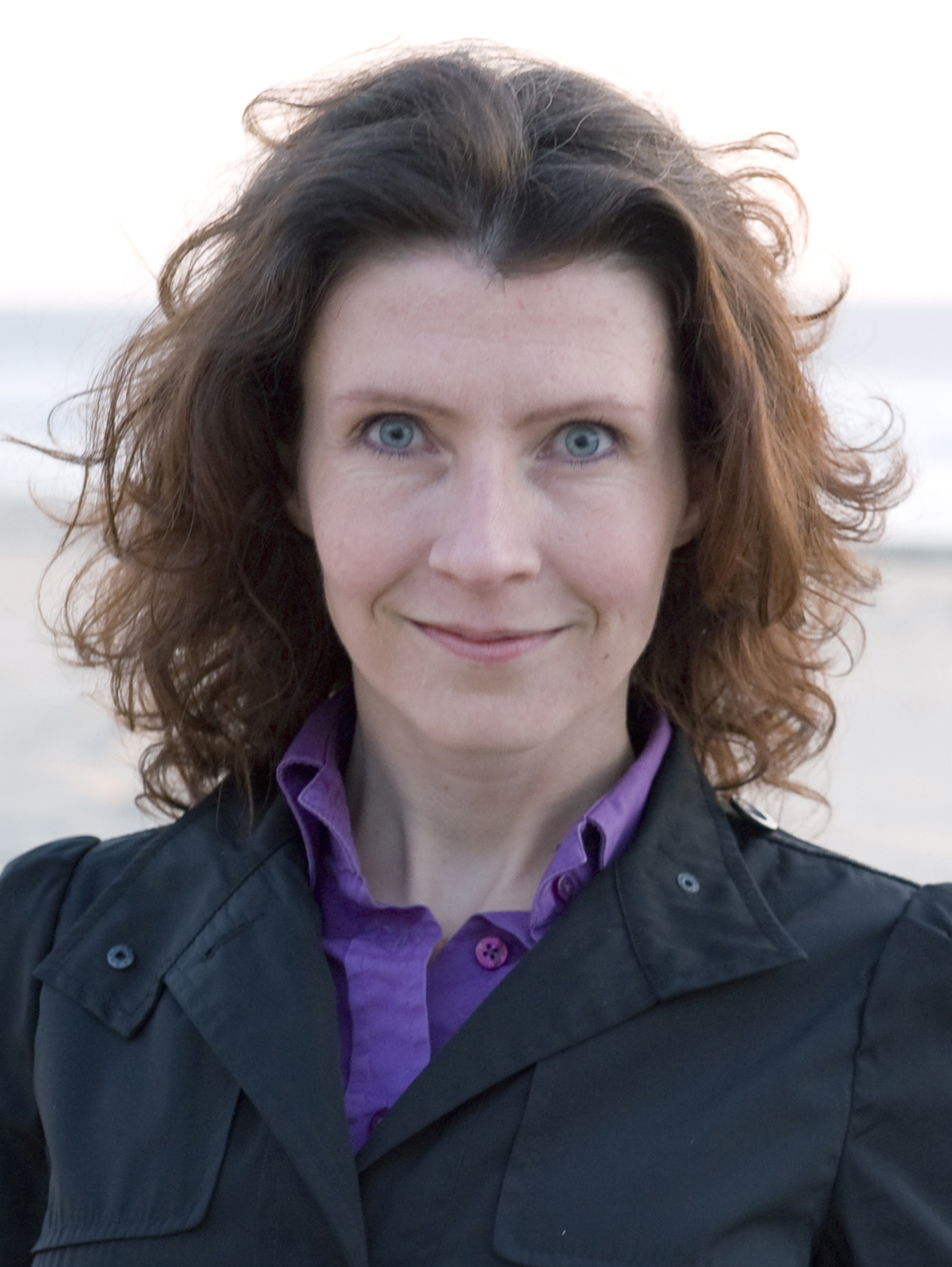
Esther Ouwehand
geboren in 1976

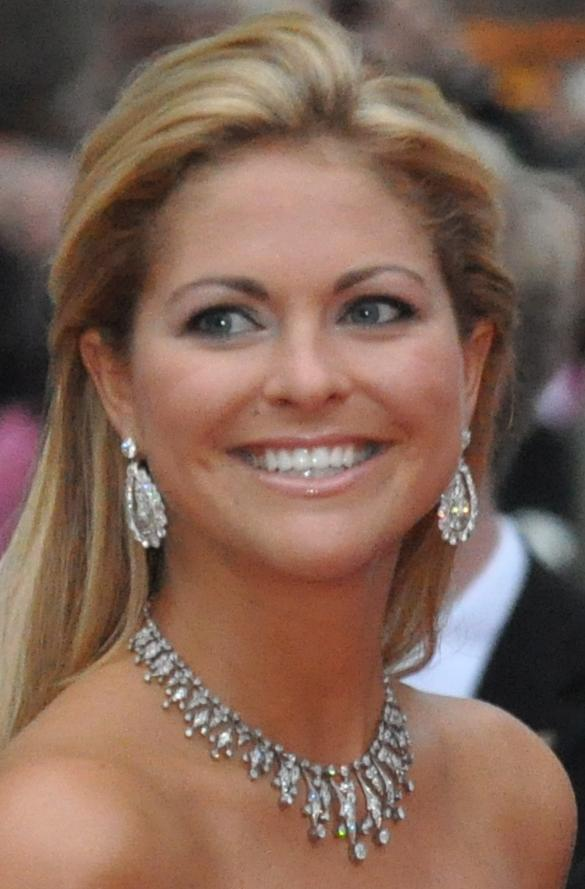
Prinses Madeleine van Zweden
geboren in 1982

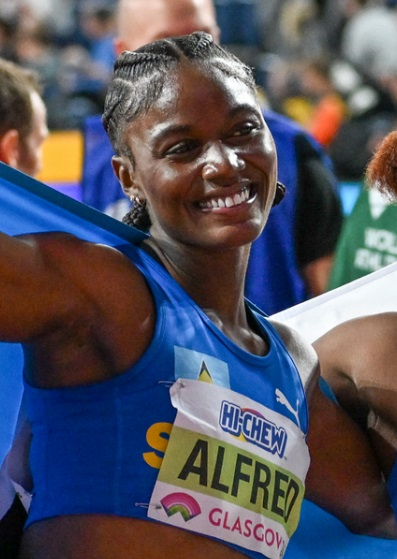
Julien Alfred
geboren in 2001

- 867 - Uda, Japans keizer (overleden 931)
- 1688 - Jacobus Frans Eduard Stuart, Brits troonpretendent (overleden 1766)
- 1796 - Antun Mihanović, Kroatisch diplomaat en dichter (overleden 1861)
- 1819 - Gustave Courbet, Frans schilder (overleden 1877)
- 1825 - Hildegard van Beieren, prinses van Beieren (overleden 1864)
- 1844 - Albert Neuhuys, Nederlands schilder (overleden 1914)
- 1849 - Hildebrand de Hemptinne, Belgisch priester (overleden 1913)
- 1861 - Joseph Cuypers, Nederlands architect (overleden 1949)
- 1863 - Louis Couperus, Nederlands schrijver (overleden 1923)
- 1876 - Willem Ernst van Saksen-Weimar-Eisenach, laatste groothertog (overleden 1923)
- 1880 - André Derain, Frans kunstschilder en beeldhouwer (overleden 1954)
- 1884 - Minne Hoekstra, Nederlands schaatser (overleden 1941)
- 1889 - Sessue Hayakawa, Japans filmacteur (overleden 1973)
- 1891 - Louella Maxam, Amerikaans actrice (overleden 1970)
- 1892 - Cornelius Berkhout, Nederlands pianist en pianopedagoog (overleden 1958)
- 1892 - Henry Macintosh, Schots atleet (overleden 1918)
- 1895 - Gustav Kinn, Zweeds atleet (overleden 1978)
- 1895 - Hattie McDaniel, Amerikaans actrice (overleden 1952)
- 1901 - Frederick Loewe, Oostenrijks-Amerikaans componist (overleden 1988)
- 1901 - Eric Maschwitz, Brits auteur, componist, dramaticus en scenarist (overleden 1969)
- 1902 - Gaston Brenta, Belgisch componist (overleden 1969)
- 1902 - Antoon Aarts, Priester en schrijver (overleden 1978)
- 1903 - Theo Lingen, Duits acteur en regisseur (overleden 1978)
- 1904 - Cornelis Brandsma, Nederlands politicus (overleden 1982)
- 1908 - Jan Verhaert (atleet), Belgisch atleet (overleden 1999)
- 1909 - Mike Salay, Amerikaans autocoureur (overleden 1973)
- 1910 - Howlin' Wolf, Amerikaans blueszanger en -gitarist (overleden 1976)
- 1911 - John Henri uit den Bogaard, Nederlands schrijver van o.a. Swiebertje (overleden 1993)
- 1911 - Terence Rattigan, Brits toneelschrijver (overleden 1977)
- 1914 - Henryk Tomaszewski, Pools affiche- en posterkunstenaar (overleden 2005)
- 1915 - Sjoerd Bakker, Nederlands verzetsstrijder (overleden 1943)
- 1915 - Saul Bellow, Amerikaans schrijver (overleden 2005)
- 1918 - Patachou, Frans zangeres en actrice (overleden 2015)
- 1921 - Philip Mountbatten, hertog van Edinburgh en echtgenoot van koningin Elizabeth II van het Verenigd Koninkrijk (overleden 2021)
- 1921 - Jean Robic, Frans wielrenner (overleden 1980)
- 1921 - Teddy Schaank, Nederlands actrice (overleden 1988)
- 1922 - Judy Garland, Amerikaans actrice en zangeres (overleden 1969)
- 1922 - Ann-Britt Leyman, Zweeds atlete (overleden 2013)
- 1923 - Madeleine Lebeau, Frans actrice (overleden 2016)
- 1925 - Willem Oltmans, Nederlands journalist, auteur en pamflettist (overleden 2004)
- 1925 - James Salter, Amerikaans schrijver (overleden 2015)
- 1926 - Brita Borg, Zweeds zangeres en actrice (overleden 2010)
- 1927 - Ladislao Kubala, Hongaars voetballer (overleden 2002)
- 1927 - Bill McGarry, Engels voetballer en voetbalcoach (overleden 2005)
- 1927 - Mitacq (Michel Tacq), Belgisch striptekenaar (overleden 1994)
- 1928 - Maurice Sendak, Amerikaans kinderboekenschrijver (overleden 2012)
- 1929 - Harald Juhnke, Duits acteur, presentator en entertainer (overleden 2005)
- 1929 - James McDivitt, Amerikaans ruimtevaarder (overleden 2022)
- 1929 - Edward Osborne Wilson, Amerikaans bioloog (overleden 2021)
- 1930 - Joeri Tjoekalov, Sovjet roeier (overleden 2018)
- 1931 - Gaston Geens, eerste minister-president van Vlaanderen (overleden 2002)
- 1931 - João Gilberto, Braziliaans musicus (overleden 2019)
- 1931 - Theo ten Kate, Nederlands jurist (overleden 2022)
- 1934 - Nicolas Roussakis, Amerikaans componist (overleden 1994)
- 1935 - Vic Elford, Brits Formule 1-coureur (overleden 2022)
- 1938 - Rob Krier, Luxemburgs beeldhouwer, architect en stedenbouwkundige (overleden 2023)
- 1938 - Violetta Villas, Pools zangeres (overleden 2011)
- 1940 - Jim Alder, Schots atleet
- 1940 - Peter Ryan, Amerikaans autocoureur (overleden 1962)
- 1941 - Harry Muskee, Nederlands zanger (overleden 2011)
- 1941 - Jürgen Prochnow, Duits acteur
- 1941 - David Walker, Australisch autocoureur (overleden 2024)
- 1943 - Ronald Breugelmans, Nederlands bibliograaf (overleden 2010)
- 1943 - Pieter van Empelen, Nederlands pianist, componist, tekstschrijver, regisseur (overleden 2017)
- 1943 - Arif Hasan, Pakistaans architect, sociaalfilosoof en dichter
- 1943 - Henk Wery, Nederlands voetballer
- 1944 - Marc Bober, Belgisch acteur
- 1944 - Eegje Schoo, Nederlands minister
- 1946 - Jacques Chapel, Nederlands voetballer en sportverslaggever (overleden 2008)
- 1946 - Mensje van Keulen, Nederlands schrijfster
- 1947 - Teun Hocks, Nederlands fotograaf, decorbouwer en kunstenaar (overleden 2022)
- 1947 - Eddie Polland, Noord-Iers golfer
- 1949 - Jan Brokken, Nederlands schrijver
- 1949 - Kevin Corcoran, Amerikaans acteur (overleden 2015)
- 1949 - Frans Lasès, Nederlands grafisch ontwerper en regisseur
- 1951 - GertJan Nijpels, Nederlands bestuurder en burgemeester (overleden 2021)
- 1953 - John Edwards, Amerikaans politicus
- 1954 - Sonja Castelein, Belgisch atlete
- 1954 - Rich Hall, Amerikaans komiek en schrijver
- 1957 - Lindsay Hoyle, Brits politicus
- 1957 - Rolandas Paksas, president van Litouwen
- 1958 - Clemens Cornielje, Nederlands politicus (overleden 2022)
- 1958 - Guy Vanhengel, Belgisch politicus
- 1958 - Mario van Vlimmeren, Nederlands wielrenner
- 1959 - Carlo Ancelotti, Italiaans voetballer en voetbalcoach
- 1960 - Michael Dowson, Australisch motorcoureur
- 1961 - Kim Deal, Amerikaans zangeres, bassist en gitarist
- 1961 - Maxi Priest, Engels zanger
- 1962 - Gina Gershon, Amerikaans actrice
- 1962 - Cees Jan Winkel, Nederlands zwemmer
- 1963 - Carlo Bomans, Belgisch wielrenner
- 1963 - Wim Van Belleghem, Belgisch roeier
- 1964 - Jimmy Chamberlin, Amerikaans drummer, songwriter en producer
- 1964 - Margreet Spijker, Nederlands televisiepresentatrice
- 1965 - Johan Geleyns, Belgisch basketballer (overleden 2009)
- 1965 - Elizabeth Hurley, Engels actrice
- 1965 - Andrea Kiewel, Duits televisiepresentatrice
- 1965 - Joey Santiago, Filipijns gitarist
- 1966 - Filiz Hoesmenova, Bulgaars politica
- 1966 - David Platt, Engels voetballer
- 1967 - Charnett Moffett, Amerikaans jazzmusicus (overleden 2022)
- 1968 - Cecilia Sandell, Zweeds voetbalster
- 1969 - Ronny Johnsen, Noors voetballer
- 1970 - Chris Coleman, Welsh voetballer en voetbalcoach
- 1971 - Bruno N'Gotty, Frans voetballer
- 1971 - Reinout Oerlemans, Nederlands acteur, televisiepresentator en -producer
- 1972 - Matthew Breeze, Australisch voetbalscheidsrechter
- 1973 - Faith Evans, Amerikaans zangeres
- 1973 - Jonathan Vaughters, Amerikaans wielrenner en ploegmanager
- 1975 - Elfenesh Alemu, Ethiopisch atlete
- 1976 - Esther Ouwehand, Nederlands politica
- 1976 - Georg Friedrich Ferdinand van Pruisen
- 1976 - Michel Brown, Argentijns acteur, televisiepresentator en zanger
- 1977 - Eurico de Jesus, Macaus autocoureur
- 1978 - Macarena Rodríguez, Argentijns hockeyster
- 1979 - Konstantinos Loumpoutis, Grieks voetballer
- 1979 - Iván Raña, Spaans triatleet
- 1979 - Tinkebell, Nederlands kunstenares
- 1979 - Michail Vilkov, Russisch voetbalscheidsrechter
- 1980 - Marco Marzano, Italiaans wielrenner
- 1981 - Bruno Pais, Portugees triatleet
- 1982 - Laleh Pourkarim, Iranees-Zweeds zangeres en actrice
- 1982 - Tara Lipinski, Amerikaans kunstschaatsster
- 1982 - Madeleine van Zweden, prinses van Zweden
- 1982 - Lamine Traoré, Burkinees voetballer
- 1983 - Kees Kwakman, Nederlands voetballer
- 1983 - Leelee Sobieski, Amerikaans actrice
- 1984 - Michael Jansen, Nederlands voetballer
- 1984 - Meo, Nederlands rapper
- 1984 - Shunske Sato, Japans (alt)violist
- 1984 - Dirk Van Tichelt, Belgisch judoka
- 1984 - Nikolaj Tsjoeb, Russisch kosmonaut
- 1985 - John Daly, Amerikaans skeletonracer
- 1985 - Kaia Kanepi, Ests tennisster
- 1985 - Rok Perko, Sloveens alpineskiër
- 1985 - Andy Schleck, Luxemburgs wielrenner
- 1985 - Arjan Wisse, Nederlands voetballer
- 1988 - Jagoš Vuković, Servisch voetballer
- 1989 - Alexandra Stan, Roemeens zangeres
- 1990 - Tahmina Kohistani, Afghaans atlete
- 1991 - Jetze Plat, Nederlands handbiker
- 1991 - Alexa Scimeca, Amerikaans kunstschaatsster
- 1991 - Krisztián Simon, Hongaars voetballer
- 1992 - Mike Ultee, Nederlands para-atleet/-snowboarder
- 1992 - Kate Upton, Amerikaans model
- 1992 - Ryota Yamagata, Japans atleet
- 1993 - Ladina Jenny, Zwitsers snowboardster
- 1995 - Charlotte Bankes, Brits-Frans snowboardster
- 1996 - Antoine Adelisse, Frans freestyleskiër
- 1996 - Eric Granado, Braziliaans motorcoureur
- 1997 - Bigidagoe (Danzel Joel Silos), Nederlands rapper (overleden 2024)
- 1997 - Dave Dekker, Nederlands musicalacteur en zanger
- 1997 - Dylan Pereira, Luxemburgs autocoureur
- 1999 - Blanche, Belgisch zangeres
- 2000 - Malavath Purna, Indiaas bergbeklimster
- 2001 - Julien Alfred, Saint Luciaans atlete
- 2003 - Camilla Küver, Duits voetbalster
- 2004 - Wouter Goes, Nederlands voetballer

## Overleden

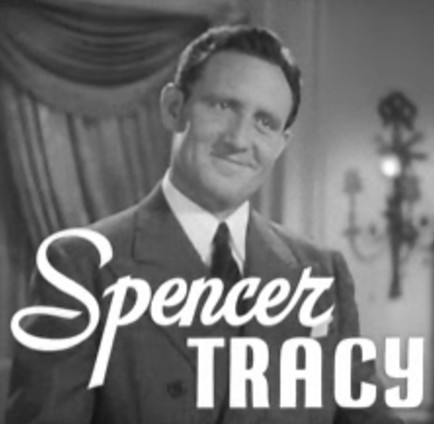
Spencer Tracy in de film Libeled Lady
overleden in 1967

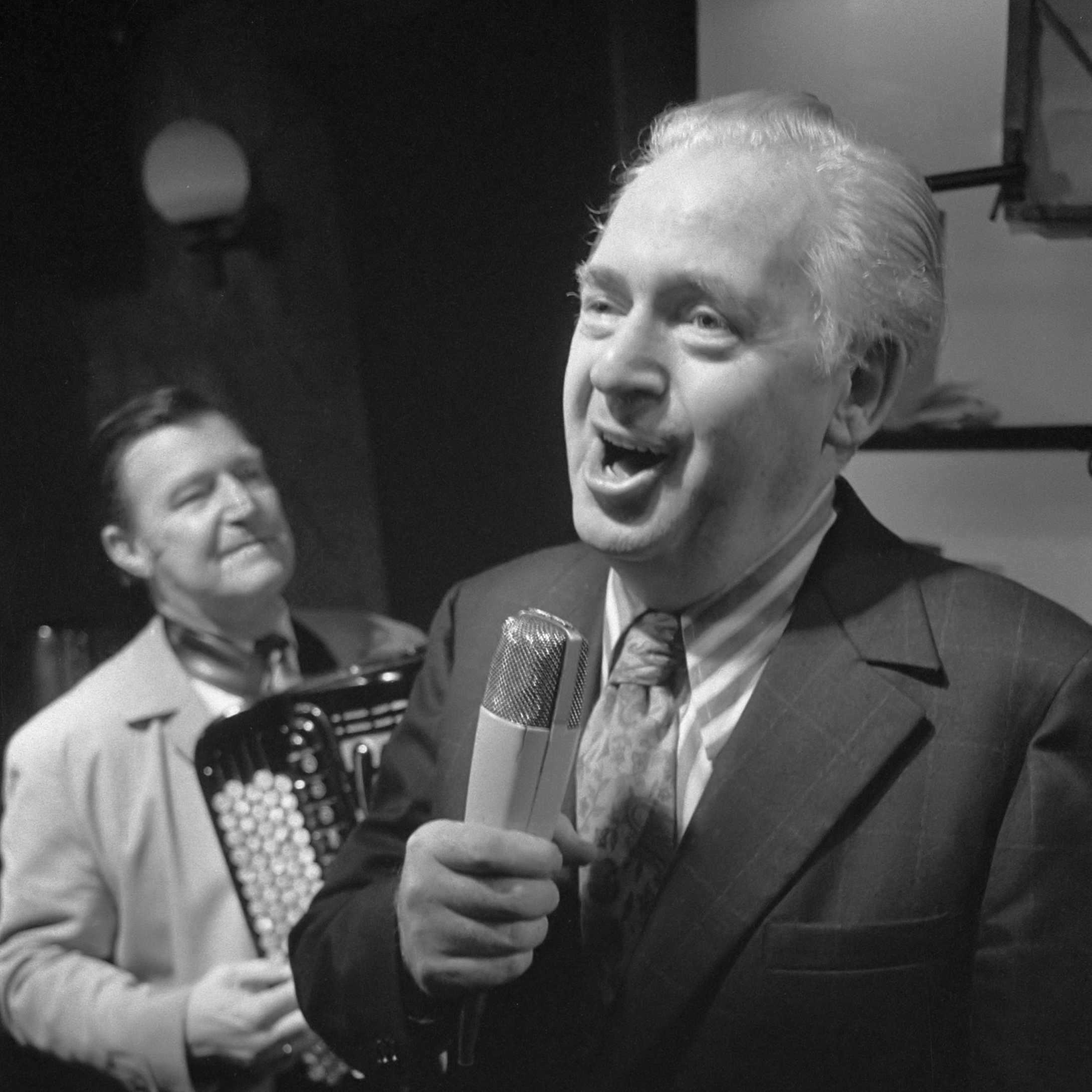
Leo Fuld
overleden in 1997

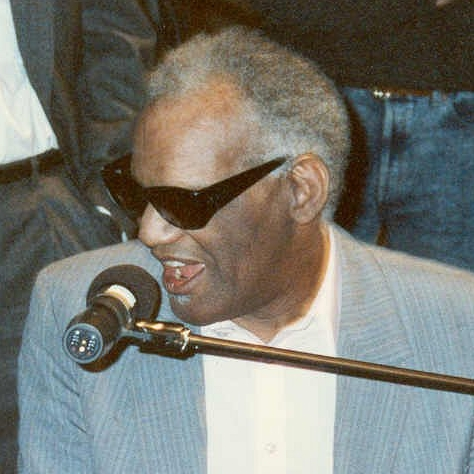
Ray Charles
overleden in 2004

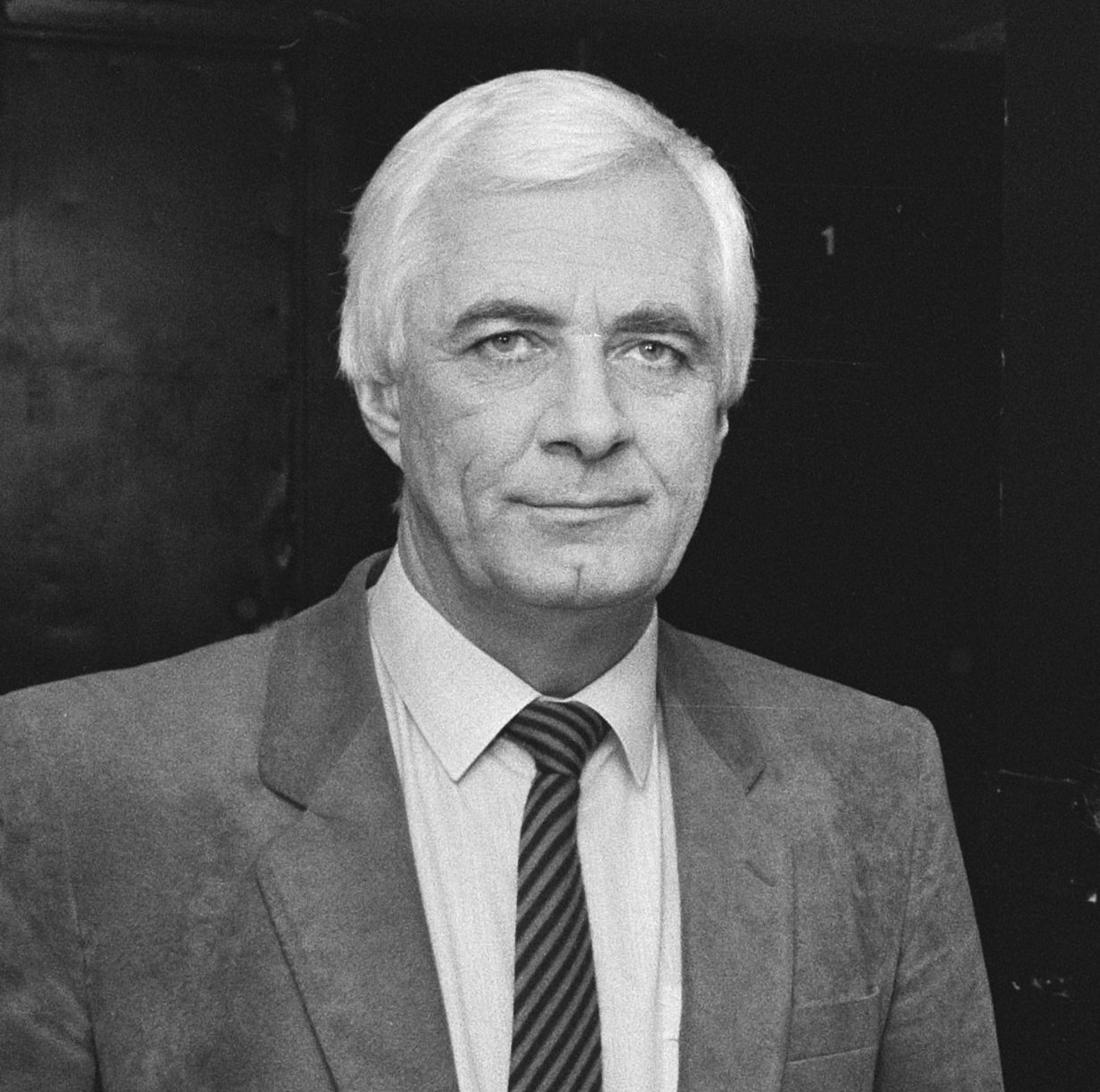
Aad van den Heuvel
overleden in 2020

- 323 v.Chr. - Alexander de Grote (33), koning van Macedonië
- 754 - Abu-Abbas al-Saffah (33), Arabisch kalief
- 838 - Ziyadat Allah I, Aghlabidisch emir
- 1190 - Frederik I Barbarossa (68), keizer van het Heilige Roomse Rijk
- 1584 - Frans van Anjou (28), hertog van Anjou
- 1660 - Étienne de Flacourt (53), Frans wetenschapper en gouverneur van Madagaskar
- 1787 - María Antonia Vallejo Fernández (36), Spaans actrice en zangeres
- 1836 - André-Marie Ampère (61), Frans natuurkundige en ontdekker van de elektriciteit
- 1860 - Edmund Lockyer (76), Brits militair en ontdekkingsreiziger
- 1896 - Amelia Dyer (59/60), Brits kindermoordenares
- 1909 - Edward Everett Hale (87), schrijver
- 1912 - Anton Aškerc (56), Sloveens rooms-katholiek priester, schrijver en dichter
- 1915 - Jenő Hégner-Tóth (21), Hongaars waterpolospeler
- 1924 - Giacomo Matteotti (39), Italiaans socialist
- 1924 - Edward Poppe (33), priester en stichter van de Eucharistische Kruistocht
- 1926 - Antoni Gaudí (73), Spaans architect
- 1940 - Marcus Garvey (52), Jamaicaans burgerrechtenactivist
- 1944 - Paul Guermonprez, fotograaf en verzetsstrijder tijdens de Tweede Wereldoorlog
- 1944 - Willem Jacob van Stockum (33), Nederlands theoretisch natuurkundige
- 1944 - Gerrit van der Veen (41), Nederlands verzetsheld
- 1944 - Christa Winsloe (55), Hongaars schrijfster
- 1946 - Jack Johnson (68), Amerikaans bokser
- 1949 - Sigrid Undset (67), Noors schrijfster en Nobelprijswinnares
- 1951 - Max de Jong (33), Nederlands dichter en essayist
- 1955 - Margaret Abbott (76), Amerikaans golfer
- 1957 - Walter Jakobsson (75), Fins kunstschaatser
- 1958 - Jay Abney (26), Amerikaans autocoureur
- 1967 - Arthur Prévost (78), Belgisch componist en dirigent
- 1967 - Spencer Tracy (67), Amerikaans acteur
- 1974 - Prins Hendrik van Gloucester (74)
- 1976 - Adolph Zukor (103), Amerikaans-Hongaars filmproducent, zakenman en oprichter van Paramount Pictures
- 1978 - Väinö Muinonen (79), Fins atleet
- 1982 - Rainer Werner Fassbinder (37), Duits filmregisseur, filmproducer, acteur en toneelschrijver
- 1982 - Billy Jones (36), Amerikaans soulzanger
- 1989 - Albert Spaggiari (56), Frans crimineel
- 1992 - Nat Pierce (66), Amerikaans jazz-pianist
- 1993 - Arleen Augér (53), Amerikaans zangeres
- 1994 - Noël Vantyghem (46), Belgisch wielrenner
- 1995 - Madeleine Moreau (67), Frans schoonspringster
- 1996 - Jo Van Fleet (81), Amerikaans actrice
- 1997 - Leo Fuld (84), Nederlands zanger
- 2000 - Hafiz al-Assad (70), president van Syrië
- 2001 - Prinses Leila van Iran (31)
- 2003 - Bernard Williams (73), Brits filosoof
- 2004 - Ray Charles (73), Amerikaans jazzmuzikant
- 2006 - Stacy Lemmens (7), Belgisch misdaadslachtoffer
- 2006 - Nathalie Mahy (10), Belgisch misdaadslachtoffer
- 2007 - Sjarel Branckaerts (59), Belgisch acteur
- 2007 - André Wynen (83), Belgisch arts en verzetsstrijder
- 2008 - Dieuwke de Graaff-Nauta (78), Nederlands onderwijzeres en politica (o.a. staatssecretaris)
- 2008 - Berndt Helleberg (87), Zweeds beeldhouwer en medailleur
- 2008 - Adriaan Jaeggi (45), Nederlands columnist, dichter, essayist en schrijver
- 2009 - Tenniel Evans (83), Brits acteur
- 2009 - Huey Long (105), Amerikaans zanger en muzikant
- 2009 - Helle Virkner (83), Deens filmactrice
- 2011 - Patrick Leigh Fermor (96), Brits auteur en schrijver
- 2013 - Saskia Holleman (68), Nederlands model, musicalster en advocaat
- 2013 - Petrus Kastenman (88), Zweeds ruiter
- 2016 - Christina Grimmie (22), Amerikaans singer-songwriter
- 2016 - Gordie Howe (88), Canadees ijshockeyspeler
- 2018 - Abdullah Haselhoef (49), Surinaams-Nederlands imam en schrijver
- 2019 - Aaltje Emmens-Knol (73), Nederlands burgemeester
- 2019 - Sven-David Sandström (76), Zweeds componist, musicoloog, kunsthistoricus en muziekpedagoog
- 2019 - Rob Schaeffer (81), Nederlands politicus
- 2020 - Michel Bellen (74), Belgisch seriemoordenaar en crimineel
- 2020 - Aad van den Heuvel (84), Nederlands journalist en tv-presentator
- 2020 - Anita Linda (95), Filipijns actrice
- 2021 - Frank Lobman (67), Surinaams-Nederlands karateka en thaibokser
- 2021 - Haico Scharn (75), Nederlands atleet
- 2023 - Etienne De Beule (69), Belgisch wielrenner
- 2023 - Theodore Kaczynski (Unabomber) (81), Amerikaans terrorist
- 2023 - Adrian Sprott (61), Schots voetballer
- 2023 - Jacques Thönissen (84), Nederlands schrijver
- 2023 - Lien Vos-van Gortel (91), Nederlands politica
- 2023 - Garry van de Wouw (53), Nederlands zanger
- 2024 - Lennart van der Meulen (65), Nederlands omroepbestuurder
- 2024 - Arnold Mindell (84), Amerikaans psychotherapeut
- 2025 - Bujar Bukoshi (78), Kosovaars-Albanees politicus
- 2025 - Günther Uecker (95), Duits beeldhouwer
- 2025 - Harris Yulin (87), Amerikaans acteur

## Viering/herdenking
- Portugal: Dia de Portugal (1580)
- Wereld Art Nouveau Dag
- Rooms-Katholieke kalender:

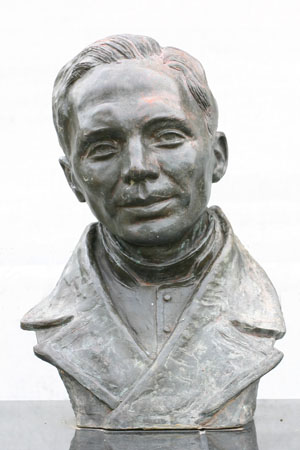
Zalige Edward Poppe

  - Heilige Landerik (van Parijs) († c. 661)
  - Zalige Ward Poppe († 1924) - Gedachtenis in België

## Weerextremen

### Nederland
| | Officiële records | Officiële records | Officiële records |      | Landelijke records | Landelijke records | Landelijke records                                                                                   |
| Gebeurtenis | Jaar              | Extreem           | Locatie           | Jaar | Extreem            | Locatie            | |
| --- | ----------------- | ----------------- | ----------------- | ---- | ------------------ | ------------------ | --- |
| Laagste etmaalgemiddelde temperatuur (°C) | 1902, 1974        | 10,1              | De Bilt           |      | 1974               | 8,8                | Deelen                                                                                               |
| Hoogste etmaalgemiddelde temperatuur (°C) | 2023              | 23,6              | De Bilt           |      | 2023               | 25,7               | Gilze-Rijen                                                                                          |
| Laagste minimumtemperatuur (°C) | 1927              | 2,2               | De Bilt           |      | 1927               | 0,7                | Eelde                                                                                                |
| Hoogste minimumtemperatuur (°C) | 1993              | 17,4              | De Bilt           |      | 2023               | 19,6               | Vlissingen                                                                                           |
| Laagste maximumtemperatuur (°C) | 1955              | 13,7              | De Bilt           |      | 1909               | 11,2               | De Kooy                                                                                              |
| Hoogste maximumtemperatuur (°C) | 1937, 1966        | 30,9              | De Bilt           |      | 1937               | 31,9               | Maastricht                                                                                           |
| Hoogste uurgemiddelde windsnelheid (m/s) | 1954              | 12,9              | De Bilt           |      | 1913               | 23,1               | Vlissingen                                                                                           |
| Hoogste windstoot (m/s) | 1954              | 21,1              | De Bilt           |      | 1977               | 24,7               | Deelen                                                                                               |
| Langste zonneschijnduur (uur) | 2023              | 15,3              | De Bilt           |      | 2006 2023          | 15,5               | Leeuwarden, Marknesse De Kooy, Eelde, Hoorn Terschelling, Lauwersoog, Leeuwarden, Lelystad, Stavoren |
| Langste neerslagduur (uur) | 1995              | 7,0               | De Bilt           |      | 2009               | 10,6               | Wilhelminadorp                                                                                       |
| Hoogste etmaalsom van de neerslag (mm) | 1935              | 20,2              | De Bilt           |      | 2007               | 30,8               | Hupsel                                                                                               |
| Laagste etmaalgemiddelde relatieve vochtigheid (%) | 2023              | 44                | De Bilt           |      | 1939               | 38                 | Maastricht                                                                                           |
| Laagste uurwaarde luchtdruk op zeeniveau (hPa) | 1941              | 997,4             | De Bilt           |      | 1926               | 994,7              | De Kooy                                                                                              |
| Hoogste uurwaarde luchtdruk op zeeniveau (hPa) | 1919              | 1034,3            | De Bilt           |      | 1919               | 1035,1             | Vlissingen                                                                                           |
| Officiële records worden altijd gemeten op het KNMI-weerstation in De Bilt. Landelijke records kunnen worden gemeten op elk officieel KNMI-weerstation in Nederland. |                   |                   |                   |      |                    |                    | |

Uitzonderlijke gebeurtenissen
- 1913 - Landelijk maandrecord hoogste uurgemiddelde windsnelheid in m/s van juni gemeten in Vlissingen: 23,1
- 1915 - Officieel hoogste minimumtemperatuur in °C van het jaar gemeten in De Bilt: 15,4
- 1935 - Eerste officiële zomerse dag van het jaar (maximumtemperatuur ≥ 25 °C in De Bilt)
- 1937 - Eerste officiële tropische dag van het jaar (maximumtemperatuur ≥ 30 °C in De Bilt)
- 1966 - Eerste en enige officiële tropische dag van het jaar (maximumtemperatuur ≥ 30 °C in De Bilt)
- 1975 - Eerste officiële zomerse dag van het jaar (maximumtemperatuur ≥ 25 °C in De Bilt)
- 1993 - Officieel hoogste minimumtemperatuur in °C van het jaar gemeten in De Bilt: 17,4
- 2023 - Officieel langste zonneschijnduur in uren van het jaar gemeten in De Bilt: 15,3 (voorlopig). Samen met 11, 13, 14, 16 en 25 juni
- 2023 - Officieel langste zonneschijnduur in uren van juni dit jaar gemeten in De Bilt: 15,3. Samen met 11, 13, 14, 16 en 25 juni

### België
Dagrecords
- 1881 - Laagste etmaalgemiddelde temperatuur 7,3 °C
- 2023 - Hoogste etmaalgemiddelde temperatuur 24,5 °C[8]
- 1881 - Laagste minimumtemperatuur 4 °C
- 1937 - Hoogste maximumtemperatuur 31,3 °C
- 1895 - Hoogste etmaalsom van de neerslag 65,8 mm. Dit is de natste dag ooit in de maand juni.

Uitzonderlijke gebeurtenissen
- 1915 - Tornado in Chastre, nabij Gembloers.
- 1970 - Een tornado veroorzaakt schade in een strook van 4 kilometer lang en 100 meter breed tussen Lembeek en Halle.
- 1977 - Een tornado veroorzaakt schade in de streek van Kinrooi, in het oosten van Limburg.
- 1993 - Overstromingen in de streek rond Kortrijk, Doornik en Brussel veroorzaakt door neerslag.
- 2003 - Een tornado richt beperkte schade aan in de streek van Bertogne.

<< · 1 · 2 · 3 · 4 · 5 · 6 · 7 · 8 · 9 · 10 · 11 · 12 · 13 · 14 · 15 · 16 · 17 · 18 · 19 · 20 · 21 · 22 · 23 · 24 · 25 · 26 · 27 · 28 · 29 · 30 · >>